# World ORT
ORT (укр. — Товариство Ремісничої праці, від рос. Общество Ремесленного Труда або Асоціація сприяння кваліфікованим професіям), також відома як Організація реабілітації через навчання (Organisation for Rehabilitation through Training) — міжнародна освітня мережа, що дотримується єврейських цінностей, створена для поширення просвіти та організації навчання євреїв у громадах по всьому світу. Діяльність охоплює понад 100 країн на п'яти континентах. Організація заснована в 1880 році в Санкт-Петербурзі Російської імперії для поширення серед молодих євреїв кваліфікованої професійної та сільськогосподарської праці.

## Діяльність

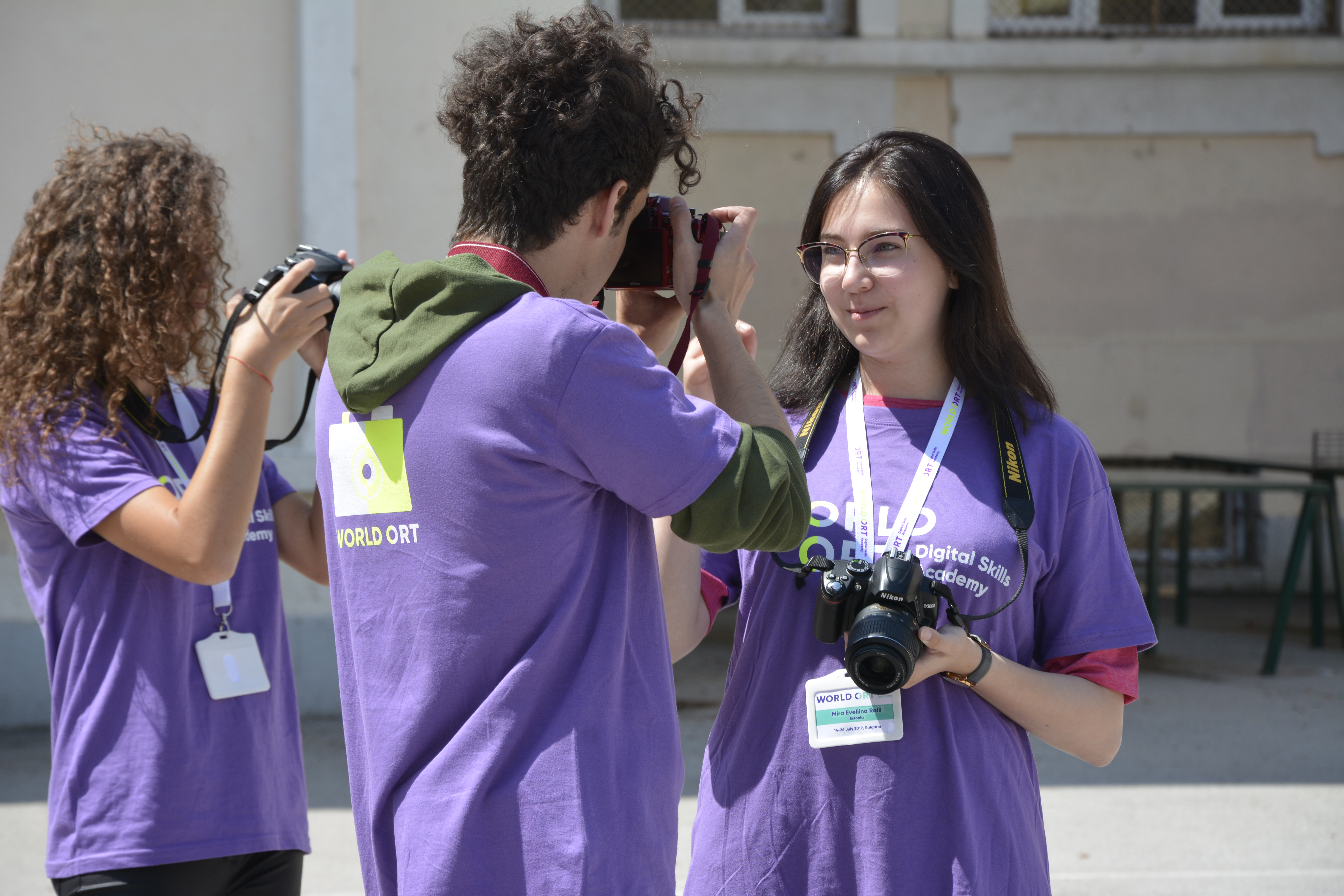
Студенти ОРТ в Академії цифрових навичок у Болгарії влітку 2019 року

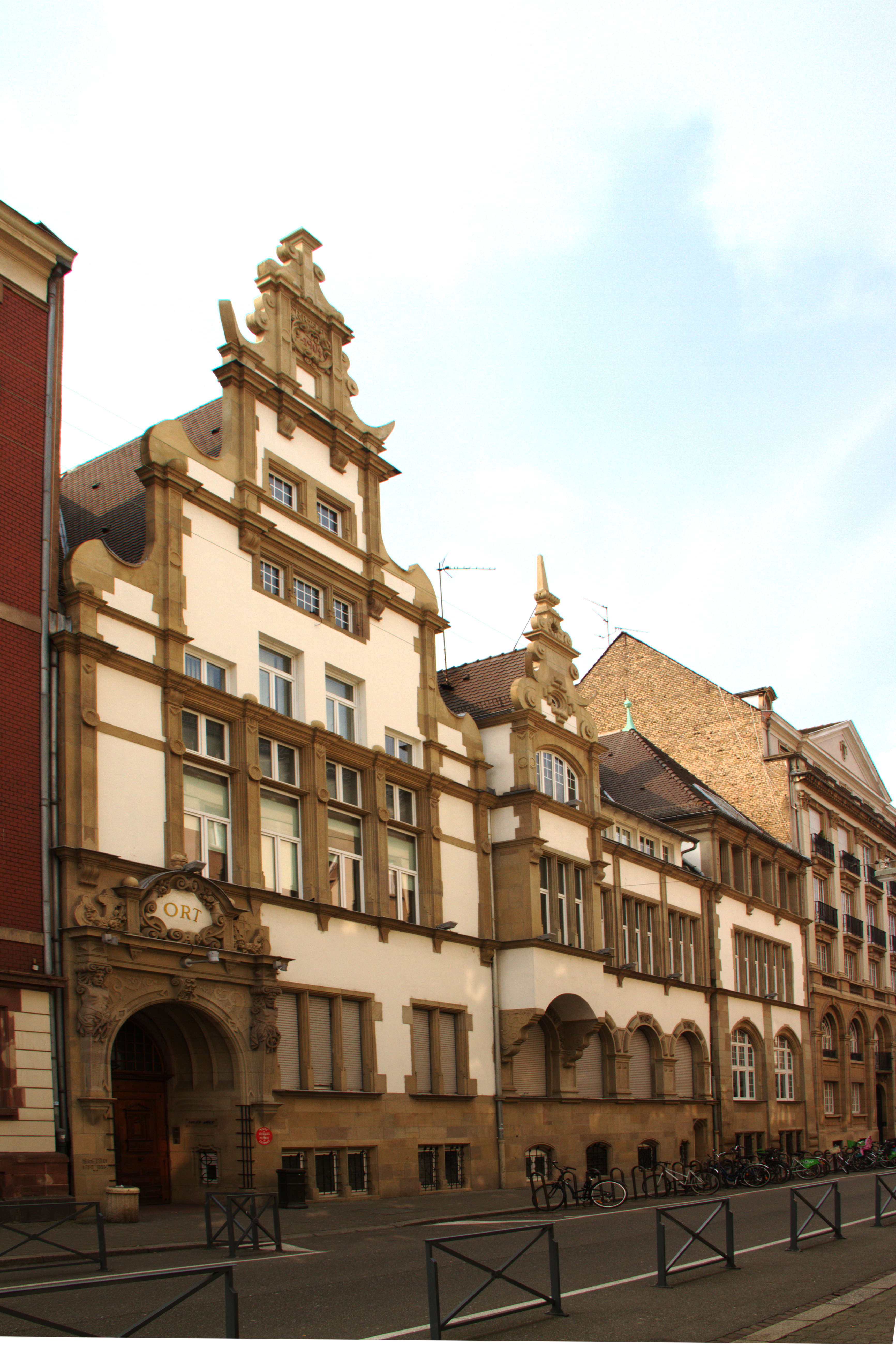
Офіс ОРТ у Страсбурзі, Франція

Всесвітнє товариство ОРТ (World ORT) є федерацією автономних національних організацій. У 2005 році загальний річний бюджет ОРТ перевищив 250 мільйонів доларів США. Станом на 2016 рік річний бюджет становив 62,7 мільйона доларів США. Зараз ОРТ працює в Ізраїлі, країнах колишнього Радянського Союзу (включаючи країни Балтії), Європі, Латинській Америці та Південній Африці. ОРТ також проводить програми міжнародного співробітництва та підтримує неконфесійний економічний та соціальний розвиток у слаборозвинутих частинах світу шляхом професійного навчання та надання технічної допомоги.
У 2003 році Ізраїль був територією найбільшої діяльності ОРТ, де в 159 школах, коледжах і установах ОРТ перебувало 90 тисяч студентів, навчаючи 25 % ізраїльської високотехнологічної робочої сили. Однак у 2006 році ОРТ Ізраїль вийшов зі складу World ORT. World ORT продовжує працювати в Ізраїлі під назвою Kadima Mada-Educating for Life, співпрацюючи з ізраїльським міністерством освіти, іншими ізраїльськими міністерствами, регіональними радами та лікарнями, надаючи додаткові ресурси та покращуючи стан приміщень та забезпечення шкільним приладдям. World ORT збирає кошти через свої членські організації в різних країнах і через Єврейські федерації Північної Америки (JFNA).
World ORT юридично засновано в Швейцарії, але працює з офісів у Лондоні в Англії. Товариство має консультативний статус для інформаційних та освітніх цілей при ЮНЕСКО та статус спостерігача при Міжнародній організації праці
ОРТ є одним із засновників ICVA (Міжнародної ради волонтерських агенцій).

## Історія

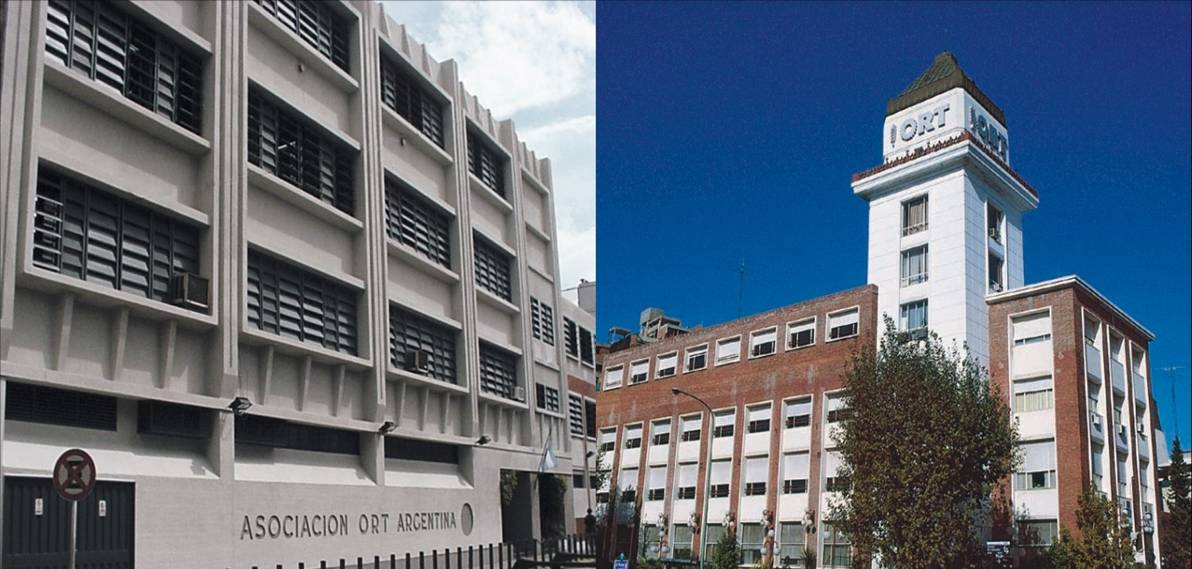
Офіс World ORT в Аргентині

Другий поділ Польщі в 1793 році призвів до різкого збільшення кількості євреїв у Російській імперії, тому в 1794 році імператриця Катерина II видала указ про те, що більшість з них віднині буде обмежено жити і працювати в смузі осілості . Євреям не дозволялося залишати околицю або володіти землею за її межами. Їх вигнали з їхніх домівок і сіл, а колись переселили, їм було заборонено займатися всіма, крім кількох професій. Перенаселеність і юридичні перешкоди для самозабезпечення призвели до поглиблення бідності для чотирьох мільйонів жителів Пале. Після реформ царя Олександра ІІ у 1860-х роках ситуація для деяких євреїв покращилася, але ті, хто жив у цьому краї, так само переживали економічні труднощі, більшість з яких жили у жахливих умовах. У 1880 році Самуїл Поляков, Горацій де Гінцбург та Микола Бакст звернулися до царя Олександра II з проханням про дозвіл заснувати фонд допомоги, який мав би покращити життя мільйонів євреїв, які тоді жили в злиднях у Російській імперії. Фонд забезпечував для них здобуття освіти та навчання практичним професіям, таким як ремесла та базові сільськогосподарські навички, а також сприяв взаємодопомозі у єврейських громадах.
Дозвіл було надано. Завдяки зверненню, підписаному Поляковим і де Гінцбургом, а також Абрамом Заком, Леоном Розенталем та Меєром Фрідландом було створено Товариства торгівлі та сільськогосподарської праці серед євреїв у Російській імперії (дослівно російською — Общество ремесленного и земледельческого труда среди евреев в России, а пізніше — Общество ремесленного труда або Общество распространения труда; тому скорочена назва — ОРТ). За перші 25 років існування ОРТ підвищив освітні стандарти та забезпечив навчання 25 тисяч євреїв по всій Російській імперії. Люди здобували ремісничий фах склодувів, вчилися шити та садівництву, а також здобували фах механіків, столярів та дизайнерів меблів.
Перші програми, створені ОРТ, були продиктовані вимогами ринку. У 1909 році індустріалізація в Росії породила потребу в набутті ремісничих професій, тому ОРТ розробив, наприклад, курси електриків у Вільно, де курсували містом електричні трамваї. Вони пропонували автомобільні курси в Санкт-Петербурзі, коли в 1910 році автомобілі почали курсувати вулицями столиці. Навчальні програми ОРТ підлаштовувалися під потреби конкретного регіону, щоб задовольнити потреби євреїв залежно від того, де вони жили та від того, яка була нестача робочої сили в цьому регіоні. Така гнучкість та різноманітність програм означали, що ОРТ став визнаним освітнім лідером у багатьох сферах лише за перші кілька десятиліть свого існування.
Після Першої світової війни ОРТ відкривав сільськогосподарські школи для забезпечення інструментами та навчанням сільськогосподарських підприємств. Штаб-квартира ОРТ переїхала до Берліна в 1921 році, після приходу до влади в Росії більшовиків. Спочатку берлінський офіс займався, головним чином, збором коштів та підтримкою єврейської системи освіти в інших країнах, де євреї були менш забезпечені. Коли нацисти прийшли до влади в 1933 році, єврейських дітей вигнали з німецьких шкіл. ОРТ прагнув відкрити школу в Берліні, але зіткнувся з труднощами через заборону продавати майно євреям. Користуючись міжнародними зв'язками, британське відділення ОРТ придбало будинок школи та гуртожиток у берлінському кварталі Моабіт. Товариство отримало дозвіл на його відкриття у квітні 1937 року після обіцянки, що всі випускники покинуть країну після закінчення навчання.
Пізніше штаб-квартира ОРТ переїхала до Франції і, нарешті, до Женеви у Швейцарії. Місцеві групи, такі як American ORT і Women's American ORT, ORT Canada і British ORT, були створені для підтримки зростаючої мережі програм. У 1938 році сталінські чистки змусили повністю закрити програми ОРТ у Радянському Союзі .
Під час Другої світової війни ОРТ продовжував обслуговувати єврейські громади, включно з тими, що перебували під нацистською окупацією. У Варшавському гетто німецька влада дала ОРТ дозвіл на відкриття курсів професійної підготовки. Ці курси тривали протягом усієї війни і до ліквідації гетто. Вони стали своєрідним шаблоном для запровадження подібних програм ОРТ в інших єврейських центрах, таких як Лодзь і Каунас .
Після закінчення Другої світової війни ОРТ запровадив реабілітаційні програми для тих євреїв, які пережили голокост. Перша програма у Німеччині запрацювала в серпні 1945 року в таборі для переміщених осіб Ландсберг . Центри професійної підготовки були створені в 78 таборах для переміщених осіб у Німеччині, і майже 85 тисяч людей здобули професії та отримали інструменти, для відновлення свого повноцінного життя. Лідером з організації структур ОРТ у Німеччині став Якоб Олейський, який пережив Дахау та мав досвід діяльності ОРТ у Литві напередодні війни. Після 1948 року ОРТ почало діяти також у новоствореній державі Ізраїль .

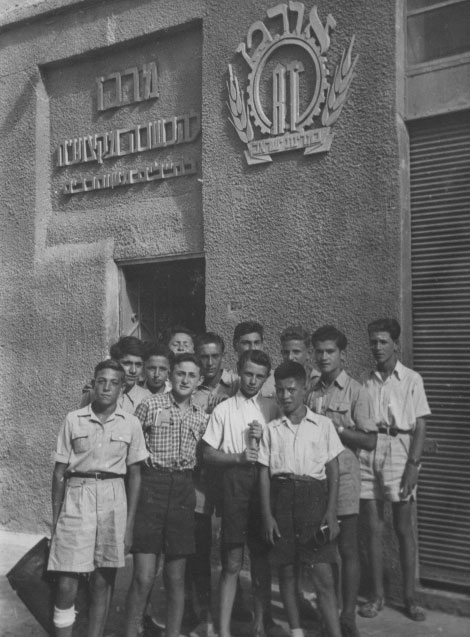
ОРТ в Яффо, 1947 рік

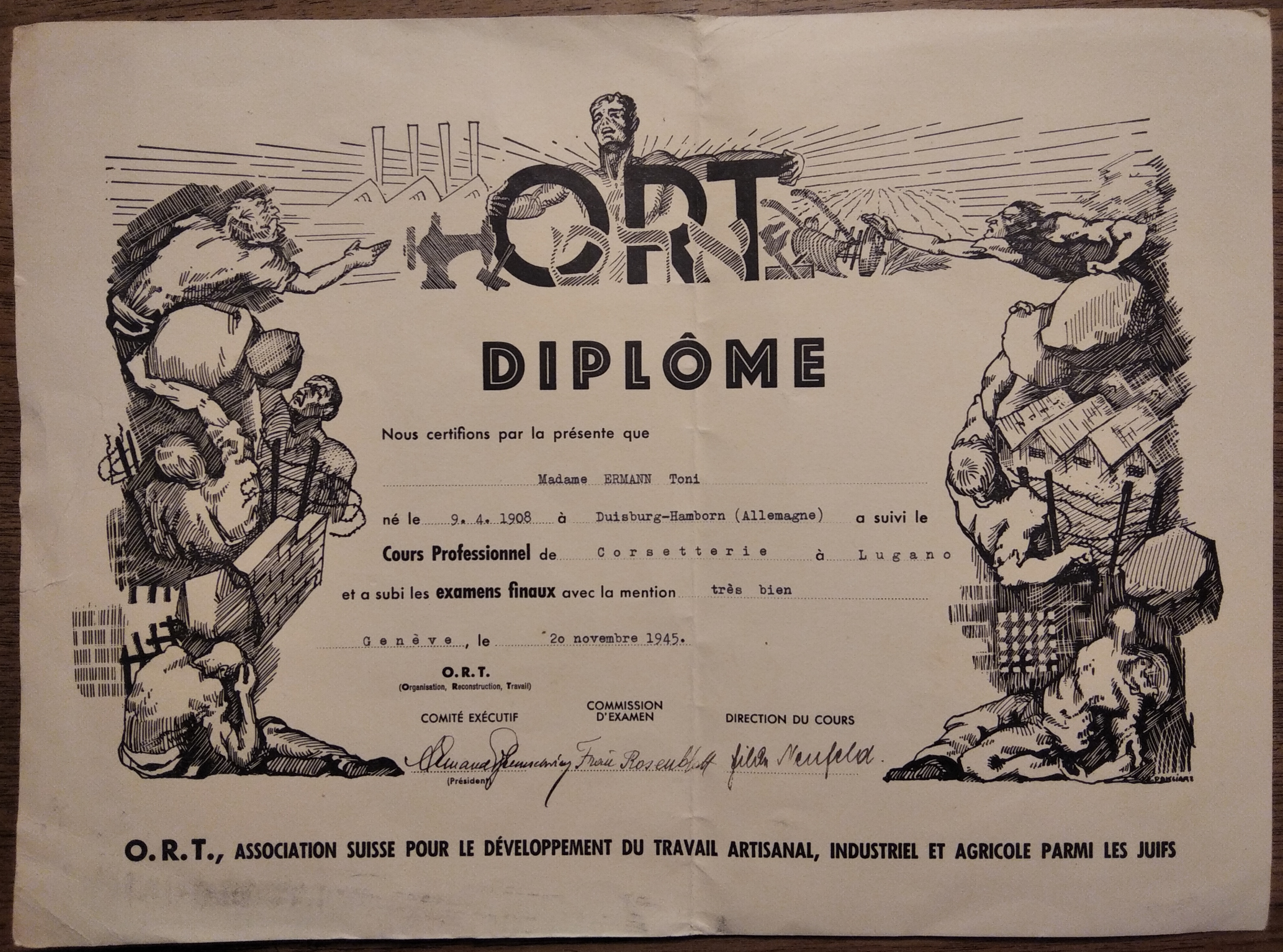
Свідоцтво ОРТ про професійну підготовку з корсетної справи (вишивання), надане Тоні Ерманн, яка пережила Голокост, Женева, 1945 рік

Функціонування структур ОРТ в Ізраїлі почалися в Яффі та Єрусалимі, і хоча залізна завіса змусила закрити діяльність ОРТ у Східній Європі, у 1950-х роках активність ОРТ зросла в Західній Європі, Алжирі, Марокко, Тунісі, Ірані та Індії .
У другій половині XX століття ОРТ продовжував надавати освітні та допоміжні послуги єврейським громадам в Ізраїлі, Африці та Азії, одночасно відкриваючи нові програми для обслуговування латиноамериканських єврейських громад в Аргентині (ОРТ Аргентина), Бразилії та Уругваї (ОРТ Уругвай). На початку 1990-х років ОРТ повернувся до країн колишнього Радянського Союзу та країн Балтії, де зараз щороку обслуговує 27 тисяч учнів у 58 школах та навчальних закладах.
У 2000 році Всесвітній ОРТ відзначив своє 120-річчя. Освітні послуги, що надаються через їхню мережу, продовжуються і тепер доповнені програмами, спрямованими на надання основного харчування, одягу, книг і шкільного приладдя, консультування та інші послуги, розроблені також для задоволення зростаючих потреб учнів

## Поточні програми
Окрім технічної та фінансової підтримки своєї мережі шкіл і програм у понад 30 країнах світу, ОРТ у минулому проводив такі кампанії, як:
- Кампанія в Латинській Америці: у 2006—2007 роках ОРТ розпочав велику програму з упровадження нових проєктів, спрямованих на створення відчуття єдності та розвитку спільноти в цьому регіоні, відповідаючи дуже індивідуальним і специфічним потребам кожної країни. Ця кампанія була активною як у малих єврейських громадах, так і в більших. Наприклад, дві середні школи ORT Argentina у Буенос-Айресі переповнені, і планується побудувати нову середню школу для розміщення там частини учнів. У той же час єврейська громада в Монтевідео (де працює університет ОРТ) отримує такі необхідні кошти на стипендії.
- World ORT Kadima Mada в Ізраїлі: відділ World ORT в Ізраїлі та працює з 2007 року, відкриваючи електронні, наукові та комп'ютерні лабораторії, а також упроваджуючи технологічну освіту для учнів у школах по всьому Ізраїлю. Більшість із них розташовані на півночі Ізраїлю та на півдні країни поблизу кордону з Газою. Нові комп'ютерні лабораторії та техніка для роботи з мультимедійними дошками надають студентам нові можливості. Програма співпрацює з місцевою владою та міністерством освіти.
- Regeneration CIS: програма створена для забезпечення якісної юдаїчної та загальної середньої освіти для єврейських громад у всіх незалежних суверенних державах регіону, території яких раніше перебували в складі Радянського Союзу. Оновлена програма ORT розгортається у вже існуючих центрах за умови повноцінного функціонування обладнання та надання відповідних послуг. ОРТ сприяє оновленню обладнання та програмного забезпечення, а також проходженню курсів підвищення кваліфікації працівниками центру. В нових центрах ОРТ проводить необхідні ремонтні роботи, планує та встановлює нові системи та послуги, навчає персонал, забезпечує постійне укомплектування та підтримку.

## Представництва ОРТ
- Північна Америка: ORT America та ORT Canada збирають кошти для програм World ORT по всьому світу.
- Латинська Америка : програми ОРТ функціонують в Аргентині, Бразилії, Чилі, на Кубі, в Мексиці, Панамі, Перу та Уругваї.[17]
- Азія : ОРТ проводив програми в Індії та має дочірню школу в Сінгапурі.[18]
- Африка : глобальна програма допомоги раніше діяла в низці африканських країн. Зараз центром діяльності є ПАР[19] з періодичним проведенням курсами в різних країнах, включаючи Буркіна-Фасо.
- Європа: школи, курси та збір коштів проводяться в таких країнах, як Франція, Велика Британія, Італія, Іспанія, Нідерланди, Швейцарія, Болгарія, Чехія, Україна, Молдова, Естонія, Литва, Латвія та Білорусь.
- Ізраїль : мережа шкіл Kadima Mada працює в Ізраїлі разом із організацією позакласної роботи та професійної підготовки.[20]